# 10,000 Days
10,000 Days ist das vierte Studioalbum der Rockband Tool. Es wurde am 28. April 2006 bei Zomba/Sony BMG Music veröffentlicht.

## Hintergrund
Aufgenommen wurde das Album in den Studios O’Henry (Burbank, Kalifornien), Grandmaster und The Loft (Hollywood, Kalifornien) zwischen 2004 und 2006. Weltweit erreichte die Platte die Top 10 der Album-Charts, in den USA, Australien und Österreich sogar Platz eins.
Der Titel 10,000 Days bezieht sich  auf Keenans Mutter Judith Marie, die 2003 nach 27 Jahren Krankheit, was ungefähr 10.000 Tagen entspricht, an den Folgen eines Hirn-Aneurysmas verstarb.

## Cover
Auf dem Cover des Albums ist ein Kopf mit drei Gesichtern abgebildet. Es wird eine 3D-Brille mitgeliefert, die in das Cover eingearbeitet ist. Diese braucht man, um einzelne Bilder im Booklet in ihrer 3D-Form anschauen zu können, einschließlich der Bilder aller Bandmitglieder. Zuständig für das Coverartwork war Alex Grey, der auch schon für das Design des Vorgängers Lateralus verantwortlich war. Die 3D-Bilder wurden von Ray Zone und die CGI-Elemente von Alex Grey mit Hilfe von Bayard Baudoin und Meats Meier erstellt. Das Cover enthält eine Adaption von Net of Being, ebenfalls von Alex Grey. Im animierten Video von Vicarious taucht dieses Bild in 3D als unendlicher Raum auf.
Am 5. Mai 2006 wurde auf der Homepage der Band ein Hinweis gegeben, dass die vier Einzelfotografien (von den Bandmitgliedern) eine Art Puzzle sind.
Das Album wurde aufgrund des Covers bei den Grammy Awards 2007 mit dem Best Recording Package (Bestes Aufnahme-Paket) ausgezeichnet.

## Titelliste
1. Vicarious
2. Jambi
3. Wings for Marie (Pt 1)
4. 10,000 Days (Wings Pt 2)
5. The Pot
6. Lipan Conjuring
7. Lost Keys (Blame Hofmann)
8. Rosetta Stoned
9. Intension
10. Right in Two
11. Viginti Tres

## Singles
- 2006: Vicarious
- 2006: The Pot
- 2007: Jambi

## Weitere Credits
- Design / Layout: Mackie Osborne
- Illustration & CGI Concepts: Alex Grey
- CGI: Bayard Baudoin / Meats Meier
- 3D: Ray Zone
- Fotografie: Travis Shinn
- Record & Mix: Evil Joe Barresi
- Song 4 – Lustmord (Wettereffekte)
- Song 6 – Bill McConnell (Gesang)